# 徐祖诒
徐祖诒（1895年3月23日—1976年2月15日），又名徐祖贻，字燕谋。江苏昆山人。国民革命军中将。历任各种高级参谋职务。

## 生平
家境贫寒。幼年在“蒙养公学”就读。随父亲徐梦鹰从家乡赴东北。考入吉林陆军小学。民国元年入北京清河陆军第一预备学校。1914年入保定军校第三期炮兵科，与白崇禧同学。1916年冬毕业后任职奉军，后留学日本士官学校，毕业后入日本陆军大学。1927年6月归国后，在奉系的北京政府任陆军炮兵上校，军事部参谋署科长。1928年，与邢士廉等代表张学良到北平与南京国民政府代表白崇禧谈判东北易帜。1928年12月任东北边防司令长官公署军令厅少将第三处少将处长。九一八事变后，1932年9月任参谋本部处长。1933年3月任北平军分会作战处处长。1933年5月代表北平军分会任华北停战军使，前往长城抗战的日军阵前求和，与日军签订《塘沽协定》。1933年9月任第二厅少将副厅长。1936年1月，南京国民政府铨叙为陆军少将。1936年6月任参谋本部第二厅厅长，负责军事情报、国外宣传和武官工作。1936年10月5日晋升为陆军中将。
抗战时，被白崇禧推荐给李宗仁的第五战区司令长官部参谋长。1938年3月11日奉李宗仁之命，到临沂前线开设前进指挥所，召集庞炳勋、张自忠的第四十、第五十九军高级指挥人员开军事会议，采纳了张自忠的作战计划，决定反守为攻，采用正面坚守，两翼迂回，抄袭敌后，一举歼灭之方案。3月17日，徐祖诒见张自忠第五十九军伤亡太惨，拟电请战区长官李宗仁同意第五十九军撤下阵地；张自忠向徐祖诒请求再坚持24小时，徐祖诒请示五战区同意。3月18日临沂保卫战血战五昼夜重创日军，李宗仁通电全国告捷，蒋介石和李宗仁传令嘉奖，张、庞各记大功一次外，张自忠被提升为第二十七军团军团长(仍兼五十九军军长)。旋即协助李宗仁指挥台儿庄战役。1939年秋兼任中央陆军军官学校驻均县第八分校主任。1943年2月任陆军大学兵学研究院主任。
抗战胜利后，任第三方面军（司令官汤恩伯，副司令官霍揆彰和张雪中，负责桂柳反攻作戰）总参议。1947年11月任国民政府参军处参军。1947年12月追随白崇禧任国防部九江指挥部参谋长。1948年5月任总统府参军处参军。1948年9月任华中剿总副总司令兼参谋长。1949年6月任华中军政长官公署副长官兼参谋长。
1949年后赴台湾，1950年春，任国防部高参。1952年10月退役，任中华民国交通部电信总局顾问。

## 著作
- 《陆军战术原则笔记》